# Mosaic Stadium
El Mosaic Stadium es un estadio de fútbol canadiense situado en la ciudad de Regina, provincia de Saskatchewan, Canadá. Fue inaugurado en 2017 y posee una capacidad para 33.400 espectadores. Reemplazó al Mosaic Stadium at Taylor Field en operaciones desde 1936. Es el nuevo estadio de los Saskatchewan Roughriders de la Canadian Football League (CFL). El estadio forma parte de Evraz Place (anteriormente: Regina Exhibition Park), un complejo deportivo con recinto ferial y de exposiciones. Además del Mosaic Stadium, el área incluye el pabellón deportivo Brandt Center.

## Historia
El 14 de julio de 2012, el primer ministro de Saskatchewan Brad Wall, el alcalde de Regina Pat Fiacco, el presidente y director ejecutivo de los Roughriders, Jim Hopson, el presidente del equipo Roger Brandvold y el comisionado de la CFL Mark Cohon se reunieron en el marco del juego entre los Saskatchewan Roughriders y los BC Lions en el antiguo Mosaic Stadium. Anunciaron un acuerdo para construir un nuevo estadio a un costo de 278 millones de Dólares canadienses. La nueva sede se iba a construir a unos cientos de metros al oeste del antiguo estadio. El estadio fue diseñado por los arquitectos HKS, Inc. Los trabajos de construcción comenzaron alrededor de dos años después, el 14 de junio de 2014. Con la excavación de 300.000 m³ que podrían haber llenado más de 110 piscinas olímpicas. El nivel inferior, en el que se encuentran el 65 por ciento de los asientos, se hundió diez metros bajo el suelo. La nueva instalación deportiva ofrece un área de 522,000 pies cuadrados, que es más del doble que el antiguo edificio de 1936 con 250,108 pies cuadrados. Hay 33,000 asientos disponibles, pero que pueden ser ampliados a 40,000 asientos para determinados eventos. También está equipado con 38 palcos de empresa y salones para conferencias, recepciones, comidas, galas o eventos similares. El primer partido del equipo local se llevó a cabo el 10 de junio de 2017. Los Roughriders se enfrentaron contra los Winnipeg Blue Bombers. El primer partido de la temporada regular se jugó unas semanas después, el 1 de julio. Una vez más, el rival fueron los Bombarderos Azules.
La 22 de mayo de 2014 se firma un nuevo contrato de patrocinio con The Mosaic Company. El estadio pasó a llamarse Mosaic Stadium por un período de 20 años.
El Mosaic Stadium iba a albergar la 108.ª edición de la Grey Cup en 2020, pero debido a las complicaciones relacionadas por la Pandemia de COVID-19, se anunció el 20 de mayo de 2020 que la temporada 2020 de la Canadian Football League sería cancelada, y que Regina albergaría la 109.ª Grey Cup en 2022.

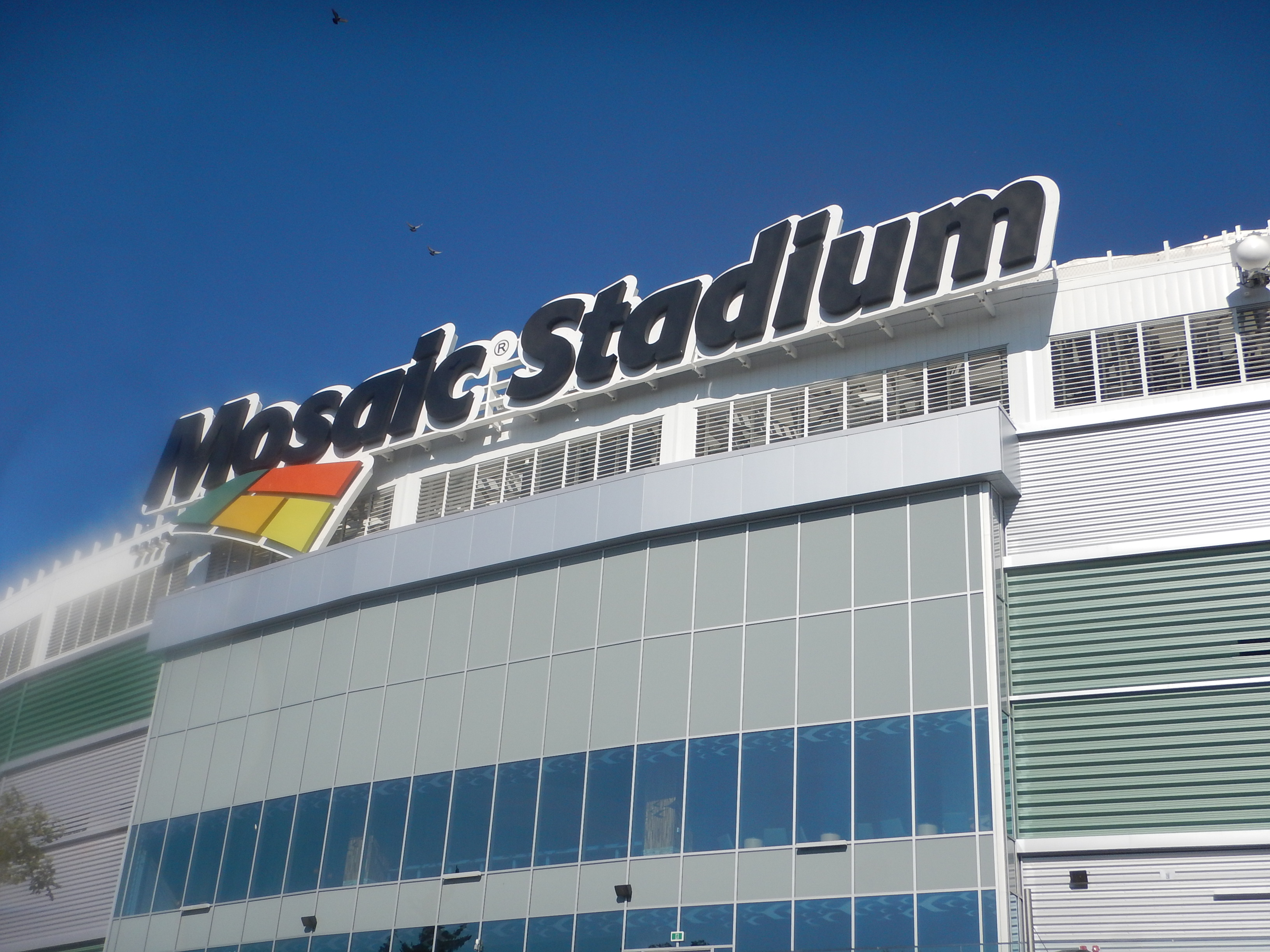
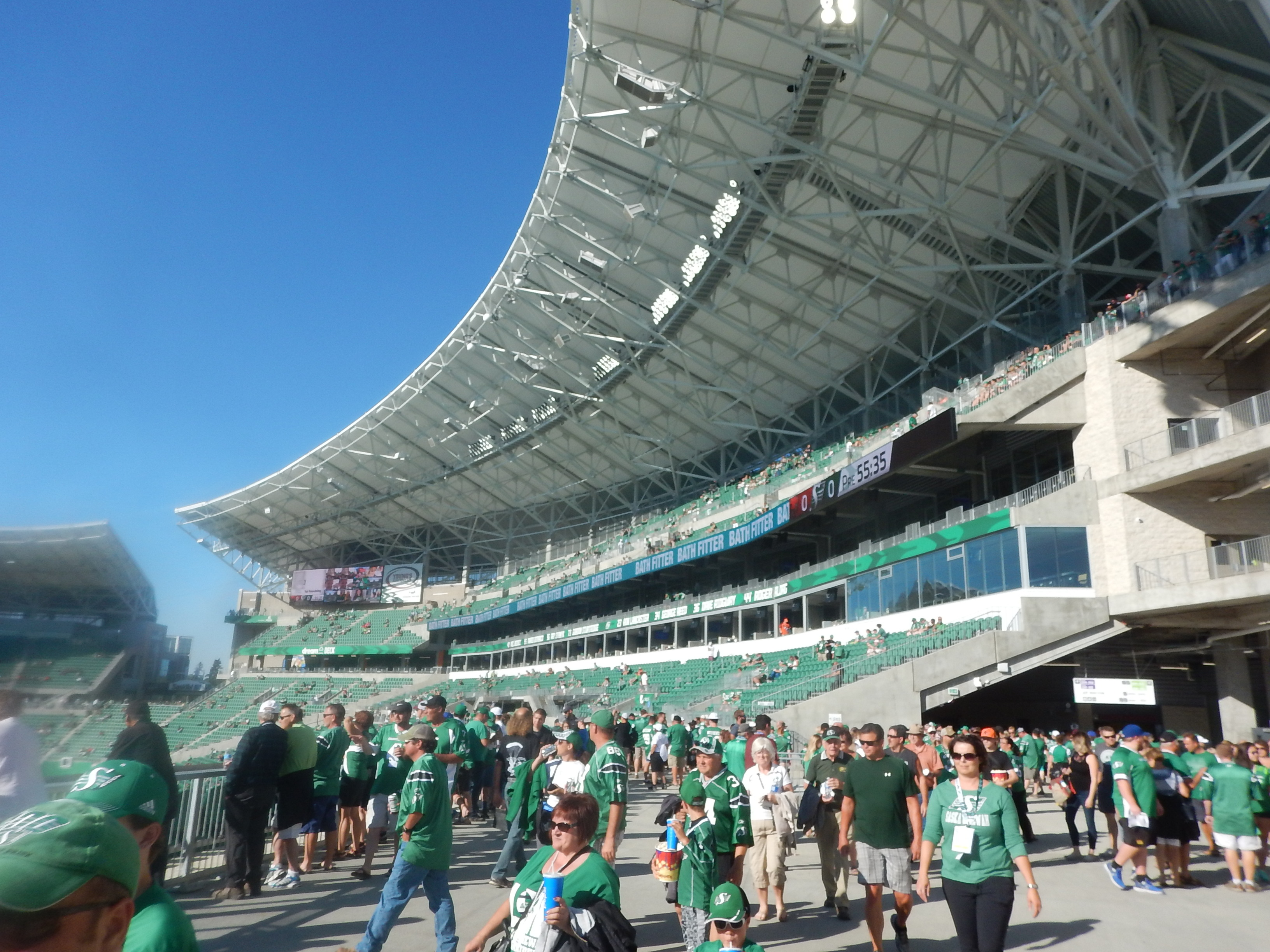

## Mosaic Stadium at Taylor Field

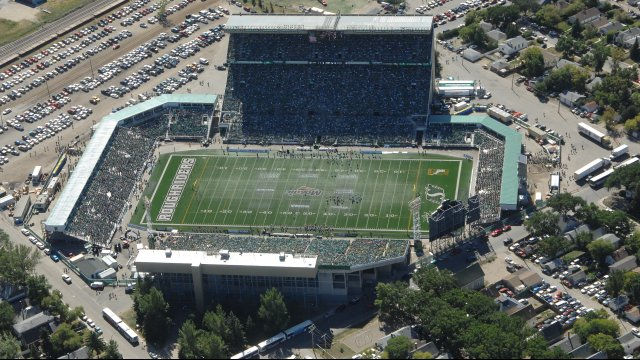
Mosaic Stadium at Taylor Field.

El Mosaic Stadium at Taylor Field, fue un estadio de fútbol canadiense ubicado en la ciudad de Regina, Saskatchewan. Fue la casa de los Saskatchewan Roughriders desde 1936 hasta 2016. También fue la casa de los Rams de la Universidad de Regina, así como la del Regina Thunder, equipo de la Canadian Junior Football League. Fue inaugurado en 1928 y contaba con una capacidad para 30.945 espectadores, llevó los nombres de Park de Young (1936–1946), Taylor Field (1947-2007) y Mosaic Stadium at Taylor Field (2006-2016). El estadio cerro a finales de la temporada 2016 y los trabajos de demolición se llevaron a cabo desde septiembre hasta finales de octubre de 2017.
Albergó tres veces el partido de la Grey Cup en 1995, 2003 y 2013.